# Madoungou
Madoungou est un village du Cameroun situé dans la région du Sud et le département de l'Océan. Il fait partie de la commune de Bipindi et se trouve à 47 km de Kribi, sur la route qui lie Kribi à Bipindi.

## Population
En 1966, la population était de 231 habitants. Le village disposait avant 1966 d'une école publique à cycle complet. Lors du recensement de 2005, le village comptait 401 habitants dont 191 hommes et 210 femmes, principalement de Ngoumba.